# Torre Bancroft
La torre Bancroft (in inglese Bancroft Tower) si trova a Worcester, comune e capoluogo della contea di Worcester nello Stato del Massachusetts, Stati Uniti d'America. Si tratta di un capriccio architettonico e la sua costruzione risale all'inizio del XX secolo.

## Storia

Torre Bancroft in una fotografia del 1906

Questo monumento che imita un piccolo castello medievale e quindi viene considerato un capriccio architettonico fu costruito in onore di George Bancroft, un pioniere della marina americana che arrivò alla carica di Segretario della Marina degli Stati Uniti e fondò l'Accademia navale degli Stati Uniti.
Fu amico d'infanzia di Stephen Salisbury II e il figlio di questi, dopo la morte di Bancroft, utilizzò 15.000 dollari del denaro della sua famiglia per costruire la torre Bancroft in onore dell'amico d'infanzia di suo padre. L'edificio particolare, che imita un castello, fu costruito nel 1900, utilizzando cavalli e carrozze per trasportare le grandi pietre sulla collina Prospect. Il terreno su cui fu costruita la torre era già di proprietà dei Salisbury e l'area intorno alla torre non divenne un parco fino al 1912, quando gli amministratori del Worcester Art Museum la donarono alla città. La torre rimase permanentemente aperta e accessibile al pubblico fino agli anni ottanta del XX secolo anche se negli ultimi tempi divenne un luogo per feste mal frequentate e attività illecite. Per vari anni la torre e il parco nelle sue vicinanze furono abbandonati al degrado sino a quando nel secondo decennio del XXI secolo edificio ed area sono state riqualificate.

Torre Bankroft nel Salisbury Park

## Descrizione
La torre Bancroft si trova ad Hammond Heights, quartiere storico nella parte nod ovest di Worcester nella contea di Worcester, Stato del Massachusetts, Stati Uniti d'America. Il castello, costruito con ciottoli e rocce di grandi dimensioni, contiene una serie di stanze vuote e sembra aver sempre svolto una funzione più decorativa che per uno scopo specifico. L'edificio si presenta come struttura alta e sottile, con due torri a base rettangolare alle estremità e con al centro un portale ad arco ribassato che porta semplicemente al retro. Viene concluso, nella parte alta, da una torre cilindrica merlata. Si trova all'interno del Salisbury Park che si estende fin quasi a Park Avenue.

### Bene classificato come edificio storico
Il National Register of Historic Places Collection ha classificato la torre Bancroft come edificio storico col numero 80000524.